# 臺灣報業史
臺灣發展報業的歷史從清治時期首開其端，其後在日治時期逐漸興盛；戰後的戒嚴時期施行報禁曾一度使報業發展發展，呈現少數大報寡占狀態，報禁解除後則恢復為多元色彩。

## 清治時期

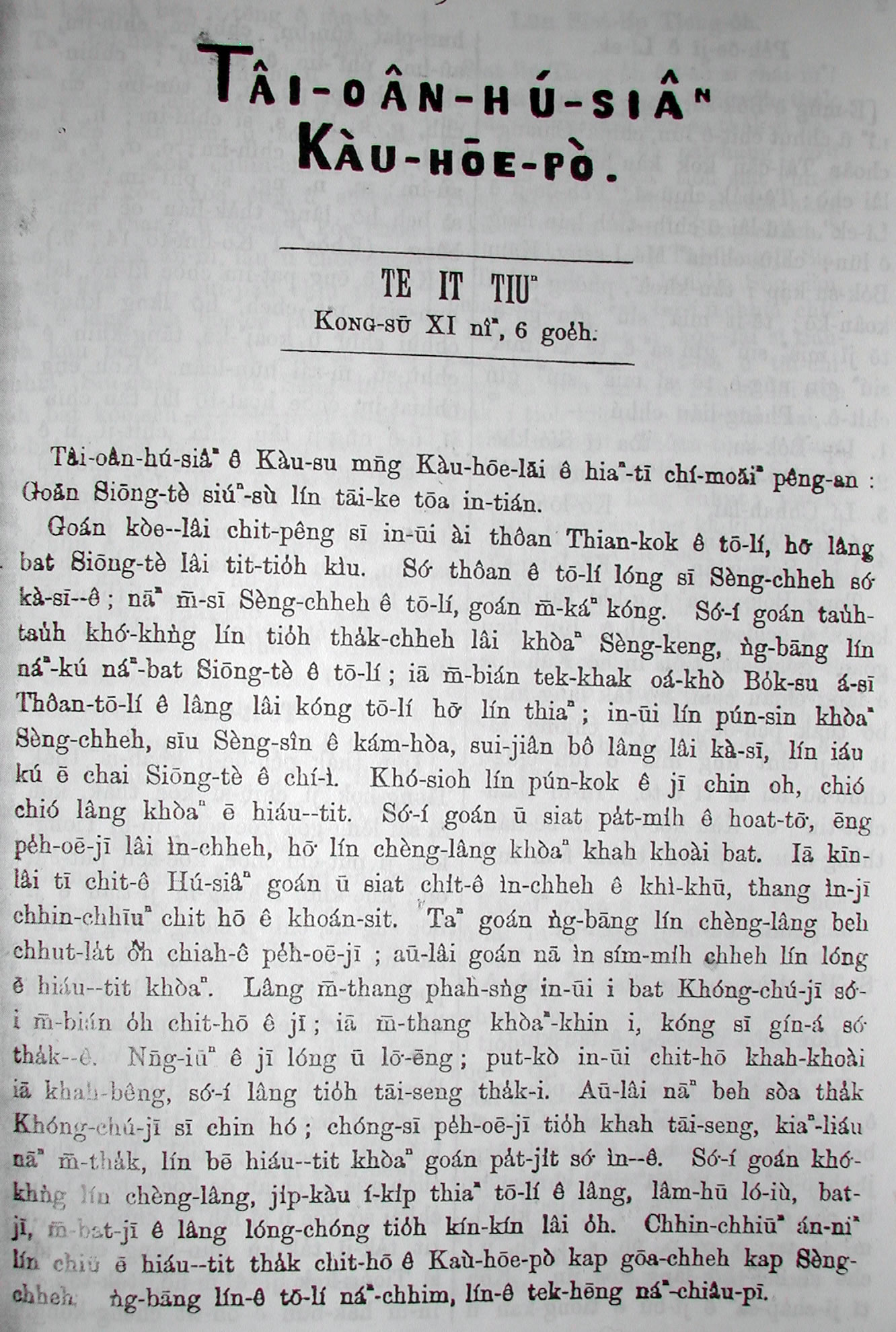
全篇使用白話字刊載的《臺灣府城教會報》創刊號

清治時期前後，臺灣新聞刊物的主要用途仍限於宣達政令，或是傳揚宗教，形式也與近代報紙大異其趣。臺灣第一家印刷店「松云軒刻印坊」雖早出現在1821年1，但業務仍以刊印佛書、詩文集為主。1885年臺灣巡撫劉銘傳仿北京《京報》發行臺灣最早的中文報紙2《邸抄》時，是以手抄或木刻製作，內容主載法令規章與官員動態，一般市井小民鮮少接觸。同年7月，英國長老教會牧師巴克禮創辦臺灣第一份印刷刊物《臺灣府城教會報》（今《台灣教會公報》），以白話字作為文字媒介，雖為傳教而生，但是其中不乏社會百態及文藝創作，相較於《邸抄》更接近報紙型態。

## 日治時期
1895年，清朝因甲午戰爭失利，與日本簽訂馬關條約割讓臺灣，日人治臺初期遭受不少阻力，因此引進大眾傳播媒體，由日人辦報為殖民政府喉舌，控制言論，文字多以日文為主，就算有中文也是文言文，且嚴禁臺灣民眾發行報刊，以此達到馴化臺灣、便於殖民的目的。初期臺灣有四家穩定經營的日報，分別是北部的《臺灣日日新報》，中部的《臺灣新聞》，南部的《臺南新報》與東部的《東臺灣新報》，此為臺灣近代報紙與報業之濫觴。
報紙立場方面，《台灣日日新報》為親官方的半官半民報紙，民間立場則以民營的《台灣民報》最為著名。此外在第一次世界大戰前，日本新聞自由仍未完全落入軍政之手，是以有日人來臺創辦報刊，卻對日本殖民政府發表批判議論，其中著名的有《高山國》和《臺灣民報》5，最後都遭到停刊夭折的命運。

### 臺灣日日新報

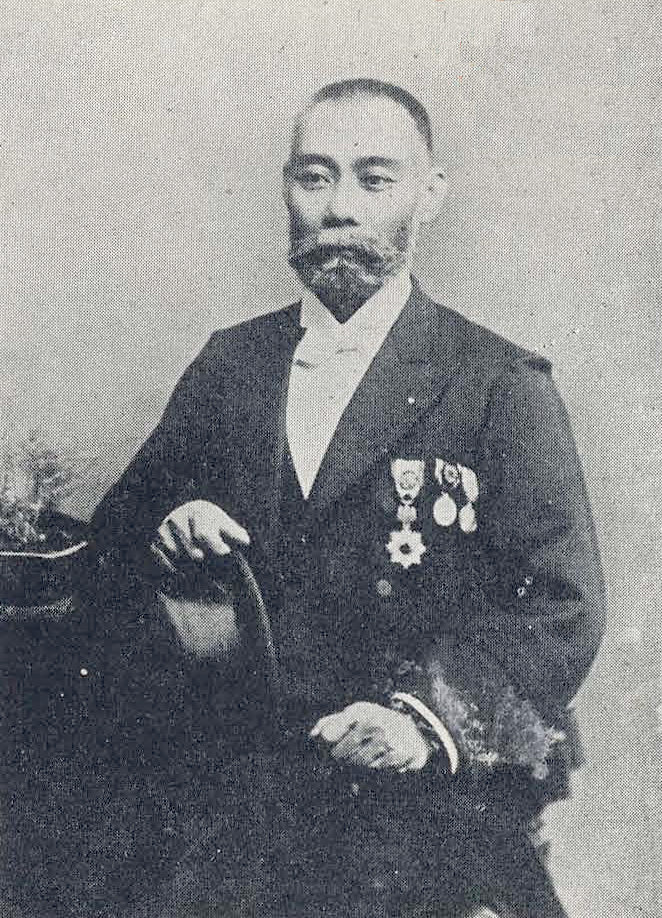
山下秀實

1896年6月，前任日本大阪府警務部長山下秀實，藉與首任臺灣總督樺山資紀的同鄉之誼，帶著大阪《雷鳴新聞》的活版鉛字印刷設備在臺創立《臺灣新報》，為臺灣第一份近代化的報紙。《臺灣新報》初期限於物資匱乏，故採不定期發行，週刊一兩次。同年7月，第二任臺灣總督桂太郎納《臺灣新報》為臺灣總督府公報，刊登政府律令的發布與解釋，成為一份半官半民的刊物，但也因此得總督府津貼補助，在同年10月改為日報，不過銷路極差，全臺有費報份僅4810份。
1897年5月，另一份《臺灣日報》在總督桂太郎的授意下創刊，同年7月也成為臺灣總督府公報，桂太郎原有意大力扶植，給予優渥津貼，不料卻在創刊前離職，結果補助經費從原來商量好的年津25000圓降至400圓，還遠低於《臺灣新報》的4800圓。差別待遇加上薩長派系問題3，《臺灣日報》開始抨擊總督府，與親總督府的《臺灣新報》反目成仇，展開激烈筆戰，甚至街頭鬥毆。1898年4月，第四任臺灣總督兒玉源太郎上任後出面調停，協助日人守屋善兵衛收購兩報，在隔月合併為《臺灣日日新報》，臺灣日治時期第一大報就此誕生。

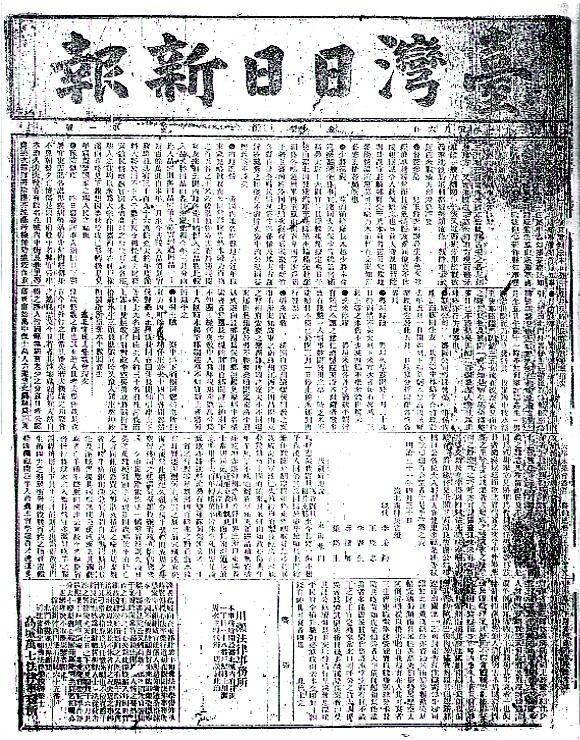
《臺灣日日新報》創刊號剪影

《臺灣日日新報》合併之後，人員倍增，發行量反而縮減4，加上兩報員工派系鬥爭，紙張供給不足，使得報業經營內憂外患更陷風霜，社長守屋善兵衛三度萌生放棄辦報的念頭。1900年4月，《臺灣日日新報》改組為股份有限公司，臺灣總督府藉此以「愛國婦人會」的名義進行投資，達到直接掌控的目的。改組後，守屋善兵衛仍任社長，同時聘請後來成為《滿洲日報》社長的村田誠治擔任副社長。村田誠治到任後，重金禮聘知名文人學者到社共事，加強新聞品質，豐富報紙內容，又有總督府從旁襄助，至此發行量日廣，業務蒸蒸日上，《臺灣日日新報》在之後的30年間，成為臺灣最大、也是日本官方統治臺灣人民的新聞工具。
最初，《臺灣日日新報》為一日文報紙，限於臺灣民眾大多不識日文，總督府無法藉此有效宣揚殖民思想，推行殖民地行政工作，因此四開一張的《臺灣日日新報》漢文版在1905年7月發行，翻譯《總督府報》併載其中，並且成為臺籍人士參與報業工作的一扇窗口，先後進入該報工作的臺籍人士包括有舉人羅秀實、漢文學者連橫、黃爾施、巫永福、何春木、李越濤、林佛國、魏清德等人。1911年11 月，《臺灣日日新報》人謀不臧，發生日籍工作人員貪污問題，導致經濟困難，甚至積欠員工薪水，經營幾乎陷入停頓。總督府又怕臺籍人士受中國革命運動報導的影響，反抗日本殖民統治，乃將發行了6年4個月的漢文版就此停刊，此後漢文新聞和日文新聞合併發行，漢文新聞只得兩個版面。

### 臺灣新聞
《臺灣新聞》其實就是《臺灣日日新報》在臺灣中部地區的分報。1899年12月20日，《臺中新聞》日報創刊，因物資人力缺乏，只得隔日出刊，創刊初期在中部地區並無競爭者，經營穩定。1901年，《臺灣日日新報》將臺中分社改組為《臺中每日新聞》，很快的以其雄厚的實力威脅到《臺中新聞》的生存，最後宣告停刊，前後僅1年4個月。1903年，《臺中每日新聞》改組為公司組織，更名《中部臺灣日報》，1907年才再易名為《臺灣新聞》。

### 臺南新報
《臺南新報》的前身為1899年創刊的《臺澎日報》，以臺南為據點發行報刊，是臺灣第一家地方報，後來經營不善，1903年改組為公司組織，更名《臺南新報》。《臺南新報》遠離北部強大的競爭對手，佔有地利，因此得以穩定發展，漢文學者連橫曾擔任過漢文版的主筆，有關米、糖等民生經濟的報導也比其它報紙正確，吸引不少臺灣工商界人士訂閱，在一次大戰前後期發行晚報，並代印官方宣傳品《臺南州報》隨報附送。1937年4月1日再度改組，更名為《臺灣日報》。

### 東臺灣新報
一次大戰後，東臺灣日漸開發，但當地交通不便，往往只能看到兩三天前的報紙，日人齋藤敏介遂在1916年提出申請，開發這塊報業處女地，創辦晚報《東臺灣新報》，只是在現實條件的限制下，業務受限於臺灣東部，故發行量不高，最初採不定期出刊，後改日刊，成為臺灣第四家日報。

### 高雄新報
1934年於高雄創刊，最初每週發刊兩次，二次世界大戰爆發後，民眾對戰爭日漸關切，使得報刊發行量大增，《高雄新報》在此一形勢下，改為日刊，但該報經濟基礎不穩固，始終沒有發揮太大的影響力。

### 高山國
《高山國》1898年11月3日創刊於臺北，創辦人為日本眾議員照山佐佐木安五郎，《高山國》發行期間持續批判時政，曾抨擊臺灣總督屠殺臺灣民主國革命黨人而轟動全臺，並且漫畫圖片諷刺官員，當時的臺灣總督兒玉源太郎因而把《高山國》視為眼中釘，欲除之而後快。《高山國》後來公開徵求批評材料，遭當局之忌，創刊不到兩個月就被迫停刊，為日治時期政府干涉言論自由的首宗案例。

### 台灣民報(日人發行版)
《臺灣民報》創刊於1898年6，當時臺北日籍律師團為反對臺灣總督中央集權，有違基本國法，因而集資創刊，批評日本殖民政策，後來《高山國》的創辦人照山佐佐木安五郎擔任主筆，筆鋒更烈，最後在1904年遭下令停刊解散。

### 臺灣民報(台人發行版)
第一次世界大戰後，1920年春，林獻堂等人在東京共組「新民會」，創辦《臺灣青年》雜誌社，發行月刊，創刊號有臺灣總督、蔡元培、楊度等三人題字，編輯兼發行人為蔡培火，創刊後廣受海內外臺胞捐助支持，未淪為日本官方預期的「三號雜誌」7。《臺灣青年》創刊初期內容中規中矩，強調青年奮起與文化發展，其後逐漸染上民族色彩，成為日本當局管制的對象，而無法順利運往臺灣，甚至被迫禁止發行。1922年，《臺灣青年》改名《臺灣》，內容中日文各佔一半。為穩固經濟基礎，蔡培火回臺籌募基金，籌組股份公司，隔年《臺灣》雜誌社股份有限公司成立。
1921年秋，臺籍留日學生與臺籍人士三百多人，在臺北成立「臺灣文化協會」，林獻堂為總理。1923年1月，臺灣文化協會的第三次設置議會請願運動遭日本當局禁止，2月，請願者在東京的《臺灣》雜誌社內成立「臺灣議會同盟會」，4月，臺灣文化協會第二份宣傳刊物《臺灣民報》半月刊創刊，後因東京大地震火災暫時停刊，復刊後改為半月刊，12月，日本當局對年初臺灣議會同盟會的與會者展開逮捕行動，史稱「治警事件」，《臺灣民報》許多工作人員皆遭收押判刑，一度因此暫停出刊。日本政府審訊當天，《臺灣民報》均出特刊詳盡報導，一時洛陽紙貴，而《臺灣》月刊也在《臺灣民報》站穩市場後停刊，《臺灣民報》改為周刊，《臺灣》雜誌社股份有限公司也改稱《臺灣民報》社股份有限公司。
《臺灣民報》在此之前是在東京創立，均在東京發行，文稿從臺灣寄到東京總社，編排印刷後再寄回臺灣銷售。1926年，對臺灣人具有好感的臺灣文官總督伊澤多喜男，核准《臺灣民報》雜誌社遷回臺灣，條件是必須有部份版面刊載日文，於一九二七年八月一日獲得總督府的批准搬回台灣發刊，同年八月一日第一六七期《台灣民報》，以報紙的方式出現於台北。《台灣民報》週刊，從一九三○年三月二十九日的第三○六期起，改稱為《台灣新民報》，並在一九三二年四月十五日，開始發行日刊《台灣新民報》。台灣新民報的內容是報導重於評論，站在台灣人的立場從事報導，尤其致力於糾正各日系報紙的歪曲事實與袒護日人言論。因蘆溝橋事變，日本軍國主義勢力急遽擴張，一九三七年《台灣新民報》被下令廢止漢文版。到一九四一年二月，又命改稱為《興南新聞》，在一九四四年三月台灣總督府把台灣所有的報紙合併為《台灣新報》，將這站在台灣人立場從事報導的台灣人唯一報紙，在二十五年的輝煌奮鬥中結束。

## 戰後初期
1945年10月25日，台灣省行政長官公署派遣李萬居接收《台灣新報》，改制更名為《台灣新生報》。2001年民營化至今

## 戒嚴時期

### 《自由中國》
《自由中國》雜誌最初的構想是在中華民國政府撤退來台之前發生的。當時有一部分國民黨黨員和自由主義知識分子，認為要堅定反共合法性，就必須要有一宣揚自由民主的言論機關，因此胡適、雷震、杭立武、張佛泉等人，研議創辦《自由中國》雜誌。但不久後中華民國政府暫退台灣，《自由中國》雜誌無法在大陸地區發行，遂於1949年11月在臺北創辦，由胡適擔任發行人，主要的編輯是雷震和殷海光。
《自由中國》創辦之初，與時任總統的蔣介石關係良好，立場亦傾向擁蔣。但是，隨著韓戰的爆發，蔣介石重獲美國支持，原本希望任用自由派人物改善政府形象、爭取美援的必要性大減；加上國民黨實施黨改造後，強人威權政治體制逐漸成形、鞏固。黨內的自由派政治人物由於不滿蔣的政策，紛紛離開權力核心。在這種情況下，《自由中國》的方向和風格也逐漸改變，從批判共產主義轉向檢討台灣內部問題，及批評國民黨政府政策弊病，而和執政當局關係逐漸惡化。
1954年5月，雷震在《自由中國》刊登投書〈搶救教育危機〉一文，批評黨國干擾學校教育（如救國團）之後，12月蔣介石在「宣傳匯報會」上下令開除其黨籍（薛化元 1996，120）。國民黨秘書長唐縱表示雷震到台灣後並沒有參加國民黨的歸隊登記，蔣介石說：「沒有黨籍也要開除！」。1958年殷海光在《自由中國》上發表《我們的教育》和《學術教育應獨立於政治》兩篇文章響應雷震。
從1957年7月起，《自由中國》更以「今日問題」為總標題，連續發表十五篇社論，指出蔣政府一黨獨大，為所欲為。1959年3月，胡適撰寫〈自由與容忍〉一文，表達「容忍比自由更重要」，他甚至主張台灣必須出現一個反對黨，以適度給予執政黨壓力制衡。1959年6月起，《自由中國》亦連續發表多篇文章，反對蔣介石尋求總統三連任。1960年，《自由中國》發表七論反對黨的文章，宣稱：「民主政治是今天的普遍要求，但沒有健全的政黨政治就不會有健全的民主，沒有強大的反對黨也不會有健全的政黨政治」。在這種情況下，雷震開始多方奔走，試圖結合台灣本土的政治人物，共同組成一個反對黨。6月26日，雷宣布李萬居、高玉樹、雷震3人為新黨發言人；雷震、李萬居、夏濤聲、吳三連、郭雨新、齊世英、郭國基、黃玉嬌等17人為召集委員，由雷任新黨秘書長。在這種情況下，《自由中國》編輯群的舉動逐漸進逼至國民黨當局的禁忌，國民黨三大黨報《中央日報》、《中華日報》、《新生報》於是對雷震等人予以反擊，宣稱組建新黨是配合中共「統戰政策」、「造成台灣混亂」、「企圖顛覆政府陰謀」。雷震終於在1960年9月4日遭到逮捕，為其罪名是「包庇匪諜」，10月8日宣判當天，蔣介石明確指示雷震的「刑期不得少於十年」，「覆判不能變更初審判決」[3]。《自由中國》亦遭到停刊（薛化元 1996，144；楊碧川 1997，405）。
左舜生針對此一事件，曾批評蔣介石「不失為東方一個碩果僅存的標準獨裁者，同時也通明透亮表示了他對民主絲毫不能理解，絲毫不感興趣，不惜以走極端的態度，甘冒天下之大不韙，同國內外一切主持公道與正直人士挑戰。」[4]

### 資料出處
1. ↑  洪桂己著，〈光復以前之臺灣報業〉，《中國新聞史》第535頁，1979年9月版，臺北：臺灣學生書局。
2. ↑  王天濱著，《臺灣新聞傳播史》第二章·初始期─清領時期，2002年，臺北：亞太圖書。
3. ↑  王天濱著，《臺灣報業史》第一章·混沌初開─臺灣報業伊始，2003年，臺北：亞太圖書。
4. 1 2  陳柔縉著，《臺灣西方文明初體驗》第130頁，2005年8月版，臺北：麥田出版。
5. ↑  洪桂己著，〈光復以前之臺灣報業〉，《中國新聞史》第538-540頁，1979年9月版，臺北：臺灣學生書局。
6. ↑  洪桂己著，〈光復以前之臺灣報業〉，《中國新聞史》第543-544頁，1979年9月版，臺北：臺灣學生書局。
7. ↑  王天濱著，《臺灣報業史》第35-41頁，2003年4月版，臺北：亞太圖書出版社。
8. ↑  王天濱著，《臺灣報業史》第24頁，2003年4月版，臺北：亞太圖書出版社。
9. ↑  洪桂己著，〈光復以前之臺灣報業〉，《中國新聞史》第537-538頁，1979年9月版，臺北：臺灣學生書局。
10. ↑  洪桂己著，〈光復以前之臺灣報業〉，《中國新聞史》第541-542頁，1979年9月版，臺北：臺灣學生書局。
11. ↑  王天濱著，《臺灣報業史》第25-26頁，2003年4月版，臺北：亞太圖書出版社。
12. ↑  王天濱著，《臺灣新聞傳播史》第66頁，2002年，臺北：亞太圖書。
13. ↑  賴光臨著，《中國新聞傳播史》第8頁，1992年第六版，臺北：三民書局。
14. ↑  王天濱著，《臺灣報業史》第39頁，2003年4月版，臺北：亞太圖書出版社。